# Осада Штральзунда (1678)
Осада Штральзунда (нем. Belagerung von Stralsund) — осада Шведской крепости Штральзунд войсками курфюршества Бранденбург 10-11 октября 1678 года в ходе датско-шведской войны за Сконе. После мощной бомбардировки крепости, вызвавшей обширные пожары, последняя сдалась на капитуляцию, а её гарнизон был отпущен.

## История
Курфюрст Бранденбурга Фридрих Вильгельм I в кампанию 1678 года отняв у шведов несколько крепостей и остров Рюген, принудил шведского генерала Кёнигсмарка отступить в Штральзунд.
С Рюгена курфюрст снарядил на Денхольм 2000 человек, которые вскоре овладели островом и его укреплениями. На требование сдать город магистрат отказался, ссылаясь на его сильный гарнизон. Курфюрст, в условиях наступающей зимы и помня неудачу Валленштейна в 1626 году, решил овладеть крепостью с помощью бомбардирования и перевел большую часть войска на твердую землю. Свою осадную артиллерию (80 орудий, в основном полукартауны, 22 мортиры и 50 гаубиц) он расположил в 3-х больших батареях: на Денхольме, у Франкенских ворот и между последними и Трибзеерскими воротами. В крепости готовились к обороне, сожгли предместья и обещали Кёнгсмарку скорее перенести все лишения, чем сдаться.
Вечером 10 октября осадные работы на батареях были закончены и начальник артиллерии полковник Вейлер открыл огонь. Последний был настолько сильным, что через полчаса город загорелся. Тем не менее бомбардировка продолжалась всю ночь. На рассвете три белых флага известили осаждающих, что крепость готова вступить в переговоры, но когда курфюрст и генерал Дерфлингер, стоявшие у Трибзеерских ворот, заметили, что этим жители только хотели выиграть время для возможности тушить пожары, возобновили огонь в 9 часов утра следующего дня, 11 октября.
Пожар быстро распространялся и к 11 часам утра им была охвачена половина города, что вынудило жителей в полдень просить о начале перемирия. Магистрат выслал парламентеров с предложением прекратить огонь до того времени, как шведский король согласится на сдачу города. Но так как в этом предложении не было упоминания о шведском гарнизоне, парламентерам отказали и бомбардировка продолжалась.
В 3 часа дня город пылал в 5 местах. Загорелись даже Франкенские ворота, у которых с войском стоял Кёнигсмарк. Жар, отражавшийся от вала, был так силен, что солдаты не могли оставаться на валганге. Вечером Кёнигсмарк решился вступить в переговоры. Бомбардировка была немедленно прекращена, а с обеих сторон высланы переговорщики. 15 октября была подписана капитуляция, на условиях которой шведскому гарнизону (21 эскадрон и 30 рот) было позволено уйти в ближайшие шведские крепости. 20 октября Фридрих Вильгельм торжественно вступил в Штральзунд, губернатором которого он назначил генерала Шёнинга.